# 石川県道170号西二口長田線
石川県道170号西二口長田線（いしかわけんどう170ごう にしふたくちながたせん）は、石川県能美市と小松市とを結ぶ一般県道（石川県道）である。

## 路線概要
- 起点：石川県能美市西二口町丙31番1地先（＝石川県道102号根上寺井線交点）
- 終点：石川県小松市長田町イ1番1地先（＝国道305号交点）

起点の能美市西二口町の石川県道102号根上寺井線交点から、西二口町地内をクランク状に折れてから南下し、小松市に入り、同市長田北交差点に至る。そこから、石川県道169号粟生小松線と数100m重複の後に東へ折れ、終点の国道305号交点に至る。

## 歴史
- 1960年（昭和35年）10月15日：路線認定。

## 通過する自治体
- 石川県
  - 能美市 - 小松市

## 接続道路
- 石川県道102号根上寺井線（能美市西二口町）
- 石川県道169号粟生小松線（小松市長田町）
- 国道305号（同市長田町）

## 重複区間
- 石川県道169号粟生小松線（小松市長田町地内）